# Paul Adelstein
Paul Adelstein (Chicago, Illinois, 29 de abril de 1969) es un actor y cantante estadounidense. Adelstein es conocido principalmente por interpretar al pediatra Cooper Freedman en Private Practice, el spin-off de Grey's Anatomy que protagoniza Kate Walsh, y al agente Paul Kellerman en la serie de televisión transmitida por FOX, Prison Break. También fue actor invitado en la serie Scrubs y Nobody's Watching, e interpretó al personaje llamado Hy en la película Be Cool junto con la actriz Uma Thurman. 
Se casó en 2006 con la actriz Liza Weil, que hace el papel de Paris Geller en Gilmore Girls son padres de una hija nacida en 2010. Se divorciaron en 2017.

## Primeros años
Adelstein nació en Chicago, Illinois, en una familia judía reformista.  Antes de su carrera profesional como actor, Adelstein asistió a la escuela Francis W. Parker, luego a Bowdoin College, donde se graduó Phi Beta Kappa con un título en inglés. Comenzó su carrera en el teatro, trabajando con New Crime Productions, una compañía fundada por John Cusack, y más tarde con la Compañía de Teatro Steppenwolf.

## Filmografía

### Cine
| Año  | Título                                 | Rol                                 | Notas         |
| ---- | -------------------------------------- | ----------------------------------- | ------------- |
| 1990 | The Grifters                           | Sailor - Young Paul                 |               |
| 1997 | Peoria Babylon                         | Brad Kessler                        |               |
| 2000 | Bedazzled                              | Bob/Roberto/Beach Jock/Sportscaster |               |
| 2003 | Intolerable Cruelty                    | Wrigley                             |               |
| 2004 | Lawrence Melm                          |                                     |               |
| 2004 | Bandwagon                              | Joe Rice                            |               |
| 2004 | Collateral                             | Fed #3                              |               |
| 2005 | Memoirs of a Geisha                    | Lieutenant Hutchins                 |               |
| 2005 | Be Cool                                | Hy Gordon                           |               |
| 2009 | Land of the Lost                       | Astronaut (voice)                   |               |
| 2009 | The Missing Person                     | Drexler Hewitt                      |               |
| 2009 | Little Fish, Strange Pond aka. Frenemy | Philly                              | direct-to-DVD |
| 2010 | Happy Sushi                            |                                     | short         |
| 2014 | Return to Zero                         | Aaron                               | Main Role     |
| 2016 | The Phenom                             | Scott Borwitz                       |               |
| 2016 | Mothers and Daughters                  | Peter                               |               |

### Televisión
| Año                   | Título                            | Rol                  | Notas                                                          |
| --------------------- | --------------------------------- | -------------------- | -------------------------------------------------------------- |
| 1998–1999             | Cupid                             | Mike                 | Television episodes (1x01, 1x02, 1x06, 1x07, 1x09, 1x11, 1x14) |
| 1999                  | Turks                             | Officer Cliff Fowler | Television series                                              |
| 1999                  | ER                                | Hank Loman           | 1 episode (6x09: "How the Finch Stole Christmas')              |
| 2002                  | R.U.S./H.                         | Tom Epstein          | Television movie                                               |
| 2002                  | ER                                |                      | 1 episodio (8x17: "Bygones")                                   |
| 2002                  | Breaking News                     | Julian Kerbis        | Television series                                              |
| 2002–2003             | Hack                              | Sergeant Aldo Rossi  | 5 episodes (1x13, 1x14, 1x20, 2x04, 2x10)                      |
| 2003                  | Law & Order: Special Victims Unit | Steven Kellerman     | 1 episode (4x14: "Mercy")                                      |
| 2003                  | Partners and Crime                |                      | Television movie                                               |
| 2003                  | The Lyon's Den                    | Snyder               | 1 episode (1x09)                                               |
| 2003                  | Without a Trace                   | Dave                 | 1 episode (2x05: "Copy Cat")                                   |
| 2004                  | Las Vegas                         | Alex Brooks          | Television episode (2x11: "My Beautiful Launderette")          |
| 2005                  | Medium                            | Craig                | 1 episode (1x14: "In the Rough")                               |
| 2005                  | Harvey Birdman, Attorney at Law   | Murro                | 1 episode (3x02)                                               |
| 2005–2007; 2009; 2017 | Prison Break                      | Paul Kellerman       | Television series Series regular 48 episodes                   |
| 2006                  | Nobody's Watching                 | Jeff Tucker          | Television series                                              |
| 2006                  | Scrubs                            | Dr. Stone            | 1 episode (5x21: "My Fallen Idol")                             |
| 2007                  | Grey's Anatomy                    | Cooper Freedman      | 2 episodes (3x22, 3x23)                                        |
| 2007–2013             | Private Practice                  | Cooper Freedman      | Television series Series regular 111 episodes                  |
| 2010                  | Glenn Martin DDS                  | Earl (voice)         | 1 episode ("Courtney's Pony")                                  |
| 2013–2018             | Scandal                           | Leo Bergen           | Television series Recurring 18 episodes                        |
| 2014–2018             | Girlfriends' Guide to Divorce     | Jake Novak           | Television series Series regular, producer 26 episodes         |
| 2015                  | Law & Order: Special Victims Unit | Dr. Neil Alexander   | 1 episode ("Decaying Morality")                                |
| 2016                  | Chance                            | Raymond Blackstone   | TV series                                                      |
| 2017                  | Brooklyn Nine-Nine                | Seamus Murphy        | Recurring, Season 5                                            |
| 2017                  | Get Shorty                        | Wes Krupke           | Recurring, 2 episodes                                          |
| 2017                  | Imposters                         | Shelly Cohen         | 3 episodes                                                     |
| 2018                  | I Feel Bad                        | David                | Main role                                                      |
| 2019-                 | Chicago P.D.                      | Jason Crawford       | Recurring, Season 7                                            |
| 2024                  | Agatha All Along                  | Jeff Kaplan          | Miniserie, recurrente.                                         |

## Carrera musical
Adelstein es el cantante y guitarrista de una banda llamada Doris. La banda tuvo sus inicios a finales de los años 90 y Adelstein ha grabado diversos álbumes con ellos, cantando y escribiendo canciones del grupo. Adelstein también es pianista y guitarrista. Su bagaje musical va a ser la portada del número de mayo / junio de 2012 de la revista Making Music Magazine.